# 유영배
유영배(劉英培, 1955년 3월 5일 ~ )은 대한민국의 제6·7·8대 충청남도 예산군의원이었다.

## 학력
- 덕산국민학교 졸업

## 경력
- 덕산면 4-H 회장
- 덕산면 번영회장
- 전국 이·통장협의회 덕산면 회장
- (사)한국농업경영인 예산군 연합회장
- (사)한국쌀전업농 충남연합회 초대 사무총장
- 예산군 농업경영인연합회 회장
- 예산군 농인인단체협의회 회장
- 민주평화통일자문회의 자문위원
- 충남 서북부 상생발전협의회 위원
- 예산군 지역혁신협의회 위원
- 예산군 농정심의 위원
- 충청남도 도정 평가위원
- 덕산면 체육회 이사
- 덕산면 행정협의회 위원
- 덕산면 읍내2리 이장
- 덕산면 주민자치위원회 위원
- 2010.07 ~ 2014.06 제6대 충청남도 예산군의회 의원
- 2010.07 ~ 2012.07 제6대 충청남도 예산군의회 전반기 산업건설위원회 위원장
- 2010.07 ~ 2012.07 제6대 충청남도 예산군의회 전반기 예산결산위원회 위원
- 2012.07 ~ 2014.06 제6대 충청남도 예산군의회 후반기 의회운영위원회 위원장
- 2012.07 ~ 2014.06 제6대 충청남도 예산군의회 후반기 예산결산위원회 위원
- 2012.07 ~ 2014.06 제6대 충청남도 예산군의회 후반기 산업건설위원회 위원
- 2014.07 ~ 2018.06 제7대 충청남도 예산군의회 의원
- 2014.07 ~ 2016.07 제7대 충청남도 예산군의회 전반기 행정복지위원회 위원장
- 2014.07 ~ 2016.07 제7대 충청남도 예산군의회 전반기 예산결산특별위원회 위원
- 2014.11 ~ 2014.11 제7대 충청남도 예산군의회 행정사무감사특별위원회 위원
- 2016.07 ~ 2018.06 제7대 충청남도 예산군의회 후반기 행정복지위원회 위원
- 2016.07 ~ 2018.06 제7대 충청남도 예산군의회 후반기 의회운영위원회 위원
- 2016.07 ~ 2018.06 제7대 충청남도 예산군의회 후반기 예산결산특별위원회 위원장
- 2016.11 ~ 2016.12 제7대 충청남도 예산군의회 행정사무감사특별위원회 위원장
- 2018.07 ~ 2020.04 제8대 충청남도 예산군의회 의원
- 2018.07 ~ 2020.04 제8대 충청남도 예산군의회 전반기 산업건설위원회 위원장
- 2018.07 ~ 2020.04 제8대 충청남도 예산군의회 전반기 예산결산특별위원회 위원
- 2018.07 ~ 2020.04 제8대 충청남도 예산군의회 전반기 의회운영위원회 위원
- 2018.11 ~ 2018.11 제8대 충청남도 예산군의회 행정사무감사특별위원회 위원
- 2019.06 ~ 2019.06 제8대 충청남도 예산군의회 행정사무감사특별위원회 위원장

## 공직선거법 위반
유영배 군의원은 2015년부터 2018년까지 이장들에게 벌꿀을 제공하는 등 기부행위로 인해 기소되어 징역 10월에 집행유예 2년을 선고받았으며, 항소심과 상고심에서도 판결이 그대로 유지되어 의원직을 박탈당했다.

## 역대 선거 결과
|  | 31.04% |

|  | 23.42% |

|  | 31.00% |

|  | 25.54% |